# Witków (Chrzanowo)
Witków (d. Wódka) – osada wsi Chrzanowo w Polsce, położona w województwie pomorskim, w powiecie wejherowskim, w gminie Łęczyce, na zachodnim skraju kompleksu leśnego Lasów Lęborskich.
Według danych na dzień 23 października 2019 roku wieś zamieszkuje 72 mieszkańców.
W latach 1975–1998 osada administracyjnie należała do województwa gdańskiego.
W osadzie działało Państwowe Gospodarstwo Rolne Wódka.
Na podstawie wniosku mieszkańców osady wprowadzono nazwę obecną Witków.

## Zabytki
Według rejestru zabytków NID na listę zabytków wpisany jest zespół dworski, nr rej.: A-270 z 12.12.1961 i z 8.08.2014: dwór, XVIII w., 1846 oraz park z XIX w.